# Кірзінське
Кірзінське (рос. Кирзинское) — населений пункт (тип: станція) у Барабінському районі Новосибірської області Російської Федерації.
Входить до складу муніципального утворення Устянцевська сільрада. Населення становить 191 особа (2010).

## Історія
Згідно із законом від 2 червня 2004 року органом місцевого самоврядування є Устянцевська сільрада.

## Населення
| 2002 | 2007 | 2010 |
| ---- | ---- | ---- |
| 227  | ↗245 | ↘191 |